# Felguk
Felguk é um duo de DJs e produtores musicais brasileiros formado por Felipe "Fel" Pereira Coutinho Lozinsky (Rio de Janeiro, 12 de fevereiro de 1986) e Gustavo "Guk" Alvarenga Rozenthal (Rio de Janeiro, 26 de fevereiro de 1982). O duo emplacou doze faixas no Top 10 do Beatport e é conhecido por remixes de músicas de vários artistas, tais como Madonna, Flo Rida e The Black Eyed Peas.

## Carreira
Em 2010, o duo Felguk se apresentou no renomado festival de música eletrônica dos Estados Unidos, o "Electric Daisy Carnival", onde sua faixa "2nite" foi escolhida como a música oficial do trailer do evento. No mesmo ano, eles também tocaram no "Noceeder", lançado em 2007. Além disso, Felguk realizou remixes de faixas populares, incluindo "Celebration" de Madonna, "Club Can't Handle Me" de Flo Rida com participação de David Guetta e "The Time (Dirty Bit)" do The Black Eyed Peas.
Em 2011, a dupla estabeleceu seu próprio selo, chamado Dongle Records, e lançou dois singles, "Blow Out" e "Jack It", bem como o EP "Bassive", que estava programado para ser lançado no portal Beatport em 22 de novembro.
No TOP 100 da revista inglesa DJ Mag, Felguk recebeu reconhecimento nos anos seguintes: em 2011, eles foram classificados em 87º lugar, em 2012 em 90º lugar, e em 2013 em 78º lugar.
Destacando-se ainda mais em sua carreira, em 2012, Felguk foi pessoalmente escolhido por Madonna para abrir os shows da The MDNA Tour no Brasil. Em 2013, eles foram eleitos como o número 1 na votação da revista House Mag no Brasil e também foram considerados um dos "dez melhores" pela DJ Mag.
Em 2015, a dupla se apresentou na estreia do Electric Daisy Carnival brasileiro e em vários outros festivais importantes, incluindo Rock in Rio, Ultra Music Festival e Universo Paralelo. No ano seguinte, embarcaram em uma turnê pela Ásia.
Em 2017, Felguk colaborou com a cantora Vanessa da Mata no lançamento da música "É Tudo O Que Eu Quero Ter", combinando a batida eletrônica característica da dupla com a habilidade lírica da cantora. A letra e a melodia foram criadas por Vanessa, enquanto o arranjo e a produção ficaram a cargo de Felguk. Vanessa da Mata compartilhou sua empolgação com a parceria, destacando a inversão da ordem usual de lançamentos de remixes.

## Discografia
O electro house foi o gênero musical que projetou a dupla com o EP Palmtree, em 2007. Dentre os trabalhos da dupla estão:

### Releases
- "Palmtree EP" (2007)
- "Galaxy Traveller EP" (2008)
- "All Night Long EP" (2008)
- "WashEm and GiveEm food" (2008)
- "Buzz Me EP" (2008)
- "Jelly Beatz EP" (2008)
- "Do You Like Bass 2009" (2008)
- "Mutha Beatz" (2008) (Música presente no jogo SBK 09)
- "Guess What EP" (2009)
- "Step On The Scene EP" (2009)
- "Fingertips" (2009)
- "Keep Buzzing EP" (2009)
- "Rio EP" (2009)
- "The Funky Drama" (2009)
- "2nite EP" (2010)
- "Side By Side EP" (2010)
- "Score EP" (2010)
- "Blow Out" (2011)
- "Plastic Smile feat. Example" (2011) (Música presente no jogo Ssx Deadly Descents)
- "Jack It" (2011)
- "Bassive" (2011)
- "Nudge" (2011)
- "Move It Right" (2012)
- "Wow (with DJ Yves)" (2012)
- "Felguk - Blaze It Up (with Mr. Shammi)" (2013)
- "Felguk - Slice & Dice EP" (2013)
- "Crunch" (2013)
- " Can You Feel It" (2014)
- " Drop the bass out" (2014)
- " Monsta Skunk" (2014)

### Remixes
- "Egor Boss - I Don't Like The Drugs (Felguk Joy Mix)" (2008)
- "Jean-Claude Ades - I Begin To Wonder 2008 (Felguk Remix)" (2008)
- "Gataplex - Dance Forever feat. Electra (Felguk Remix)" (2008)
- "Miles Dyson - Anthem (Felguk Remix)" (2008)
- "Forfun - Suave (Felguk Remix)" (2008)
- "Perfect Stranger - Stardust (Felguk Remix)" (2009)
- "Neelix - Disco Decay (Felguk Remix)" (2009)
- "Perplex - Toys (Felguk Remix)" (2009)
- "Madonna - Celebration (Felguk Love Remix)" (2009)
- "Perplex - Milk & Honey (Felguk Remix)" (2010)
- "Mason - Exceeder (Felguk Remix)" (2010)
- "Flo Rida feat. David Guetta - Club Can't Handle Me (Felguk Remix)" (2010)
- "The Black Eyed Peas - The Time (Dirty Bit) (Felguk Remix)" (2010)
- "Dirty South vs. Thomas Gold - Eyes Wide Open (Felguk Remix)" (2012)
- "12th Planet - The End Is Near (Felguk Remix)" (2012)
- "Marvin Gaye - Sexual Healing (Felguk Remix)" (2016)

## Ligações Externas
- Site oficial